# A Darkling Plain
A Darkling Plain is het vierde deel van de Levende steden-serie, geschreven door de Britse auteur Philip Reeve. De Engelse titel van de tetralogie is Mortal Engines Quartet.